# Viola wiedemannii
Viola wiedemannii är en violväxtart som beskrevs av Pierre Edmond Boissier. Viola wiedemannii ingår i släktet violer, och familjen violväxter. Inga underarter finns listade i Catalogue of Life.